# Weißensee (Berlino)
Weißensee è un quartiere (Ortsteil) di Berlino, appartenente al distretto (Bezirk) di Pankow.

## Posizione
Weißensee si trova nella zona nord-orientale della città. Procedendo da nord in senso orario, confina con i quartieri di Malchow, Neu-Hohenschönhausen, Alt-Hohenschönhausen, Prenzlauer Berg, Pankow e Heinersdorf.

## Storia
Il borgo rurale di Weißensee nacque intorno al 1230 sulla strada Berlino-Bernau-Oderberg (attuale Berliner Allee). Il nome deriva dal piccolo lago Weißer See che caratterizza la località. Gli abitanti erano perciò dediti al commercio e alla pesca.
Durante la guerra dei trent'anni Weißensee fu distrutto e successivamente ricostruito.
Nel XIX secolo lo sviluppo industriale ed edilizio dei dintorni di Berlino interessò anche Weißensee: è del 1804 l'allargamento della strada per Berlino, del 1859 la costruzione del cosiddetto "castello" (trasformato nel 1874 in centro di divertimenti e distrutto da un incendio nel 1919), del 1873 l'arrivo del tram da Berlino, del 1877 l'apertura dell'ippodromo (chiuso già nel 1912) e del 1880 del grande cimitero ebraico.
Nel 1905 il comune di Weißensee inglobò il comune rurale (Landgemeinde) di Neu-Weißensee (insediamento fondato nel 1872 e divenuto comune autonomo nel 1880), chiedendo l'attribuzione del titolo di città, che venne però rifiutato, nonostante lo sviluppo edilizio ed industriale ormai rilevante.
Nel 1920 Weißensee venne inglobato nella "Grande Berlino", entrando a far parte del distretto omonimo, il diciottesimo della città (Bezirk Weißensee). Il distretto comprendeva, oltre a Weißensee, anche gli attuali quartieri di Alt-Hohenschönhausen, Falkenberg, Malchow, Neu-Hohenschönhausen, Stadtrandsiedlung Malchow e Wartenberg.
Nel 1945 il distretto di Weißensee fu assegnato al settore di occupazione sovietico, e quindi a Berlino Est.
Dal 1º gennaio 2001 Weißensee entrò a far parte del nuovo distretto di Pankow.

## Da vedere
- Weißer See (lago)

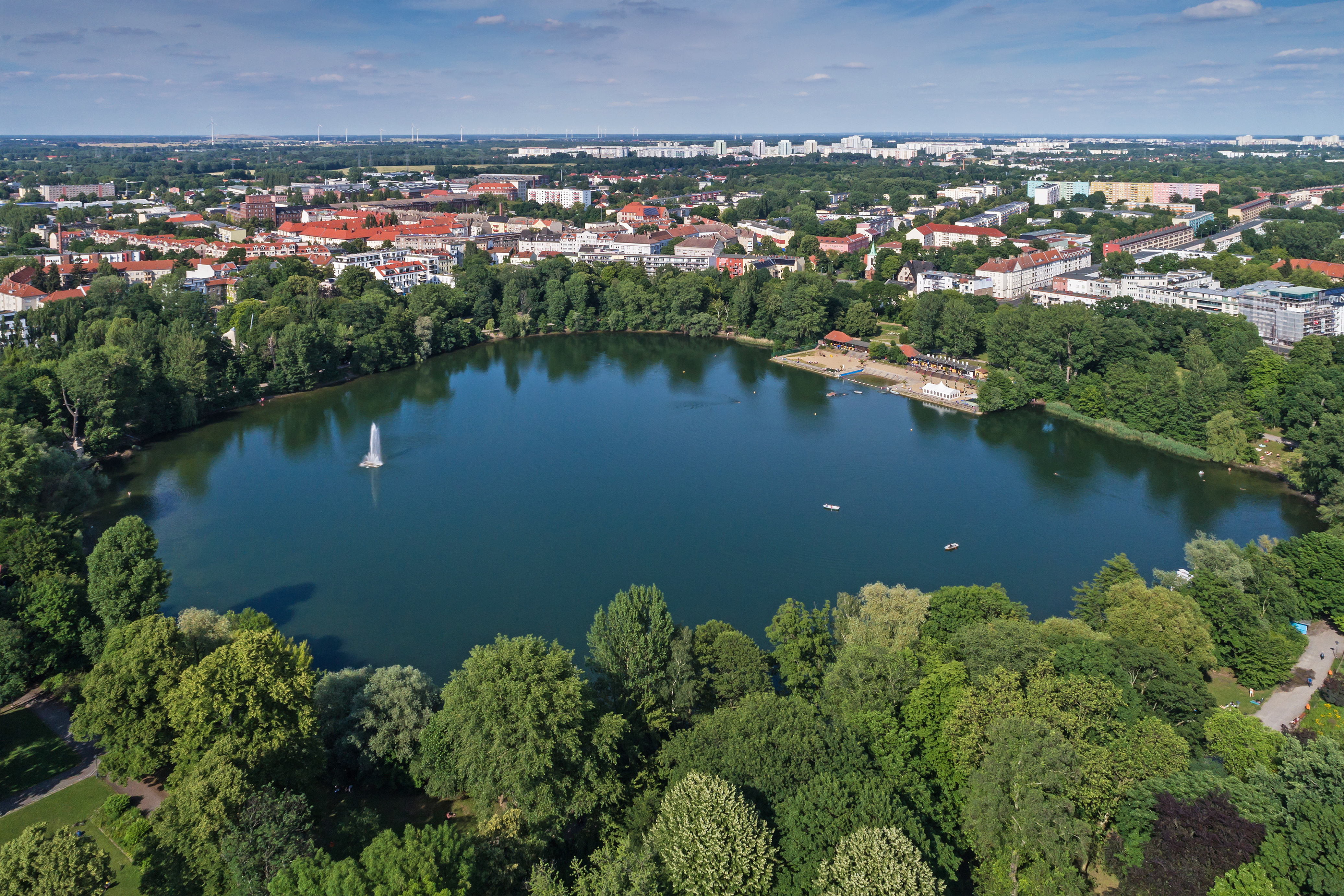
Il Weißer See

- Park am Weißen See, parco pubblico
- Kunsthochschule Berlin-Weißensee, scuola d'arte
- Cimitero ebraico di Weißensee
- Il caffè Milchhäuschen, sulle rive del lago

## Comunicazioni
Weißensee non è servita né da linee metropolitane, né dalla rete S-Bahn. La linea tranviaria M4, che collega Weißensee con il centro della città, è anche per questo la più trafficata di Berlino.

### Strade principali
- Am Steinberg
- Berliner Allee (B 2)
- Buschallee
- Falkenberger Straße
- Hansastraße
- Indira-Gandhi-Straße
- Langhansstraße
- Prenzlauer Promenade (B 109)
- Rennbahnstraße
- Roelckestraße
- Suermondtstraße